# Brevicipitidae
Brevicipitidae (лат.) — семейство бесхвостых земноводных, обитающих в Африке. Ранее классифицировались как подсемейство узкоротов, но филогенетические исследования показали, что Brevicipitidae следует рассматривать как отдельное семейство.

## Описание
Общая длина представителей этого рода колеблется от 2 см до 8 см. Все представители семейства характеризуются чрезвычайно короткой головой и отсутствием окостенелой клиновидно-обонятельной кости. Глаза преимущественно большие с горизонтальными зрачками. Туловище толстое и широкое. Конечности довольно короткие, но мощные. Представители некоторых родов, таких как Breviceps, обладают ярко выраженным половым диморфизмом в размерах тела самцов и самок. Самцы этих лягушек настолько меньше самок и имеют настолько короткие конечности, что не способны обхватить самку во время спаривания. Вместо этого, у них выделяется липкое вещество, которое «склеивает» вместе самца и самку на протяжении спаривания.
Окраска красноватая, бурая, коричневатая, оливковая с разными оттенками. Также, по спине могут быть хаотично разбросаны пятна или пятнышки.

## Образ жизни
Населяют различные ландшафты: леса, кустарниковые заросли, саванны, горы и предгорья. Встречаются на высоте до 2000 м над уровнем моря. Активны в сумерках.  Представителей семейства достаточно сложно обнаружить, поскольку большую часть своей жизни они проводят под землёй или листовой подстилкой. Однако, некоторые виды могут вести частично древесный образ жизни. 
Питаются мелкими беспозвоночными, преимущественно насекомыми, муравьями и термитами.

## Размножение
У представителей родов Breviceps и Probreviceps прямое развитие, при котором лягушата вылупляются из икринок уже полностью прошедшими метаморфоз. У представителей других родов, вероятно, тоже. Кладки почти сферической формы, небольшие, из 13—56 довольно крупных яиц (диаметром 4—8 мм, не считая защитной капсулы) откладываются в подземной камере. Некоторые виды (как самцы, так и самки) охраняют кладку.

## Распространение
Ареал семейства охватывает Восточную (от Эфиопии до Анголы) и Южную Африку.

## Классификация
На февраль 2023 года в семейство включают 5 родов и 37 видов:
- Balebreviceps Largen & Drewes, 1989 (1 вид)

- Balebreviceps hillmani Largen & Drewes, 1989

- Breviceps Merrem, 1820 — Африканские узкороты (20 видов)
- Callulina Nieden, 1911 — Танзанийские узкороты (9 видов)
- Probreviceps Parker, 1931 — Восточноафриканские узкороты (6 видов)
- Spelaeophryne Ahl, 1924 — Пещерные узкороты  (1 вид)

- Spelaeophryne methneri Ahl, 1924 — Пещерный узкорот

## Галерея

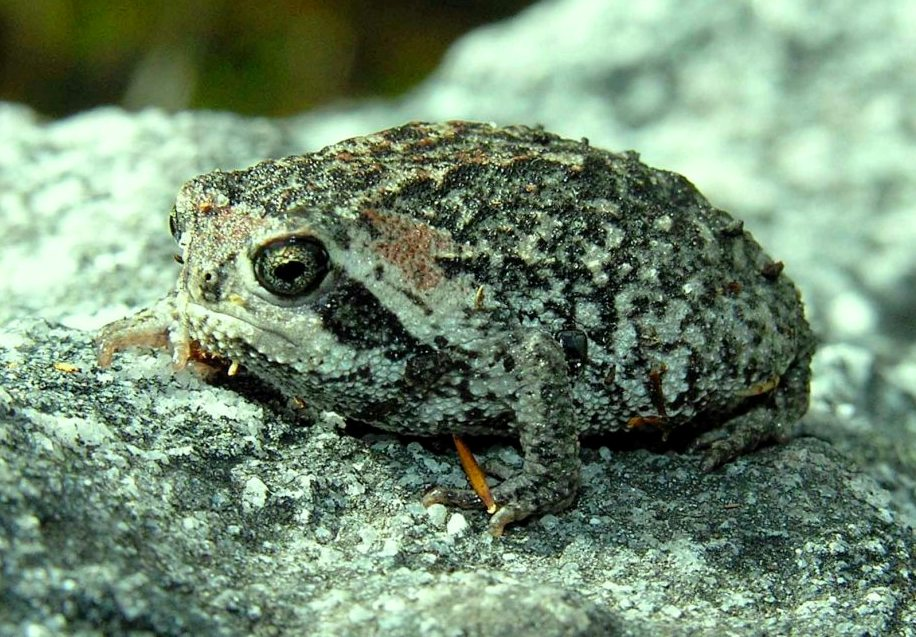
Горный узкорот
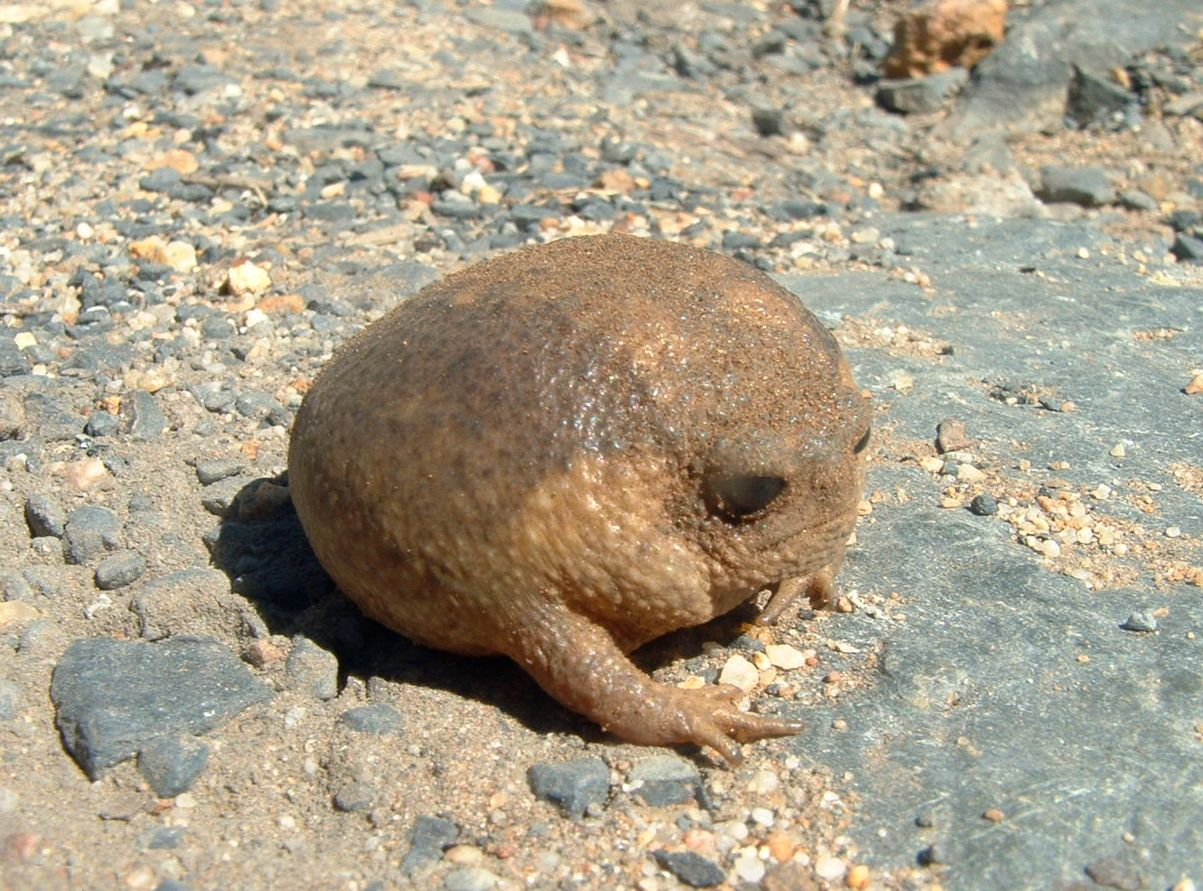
Капский узкорот
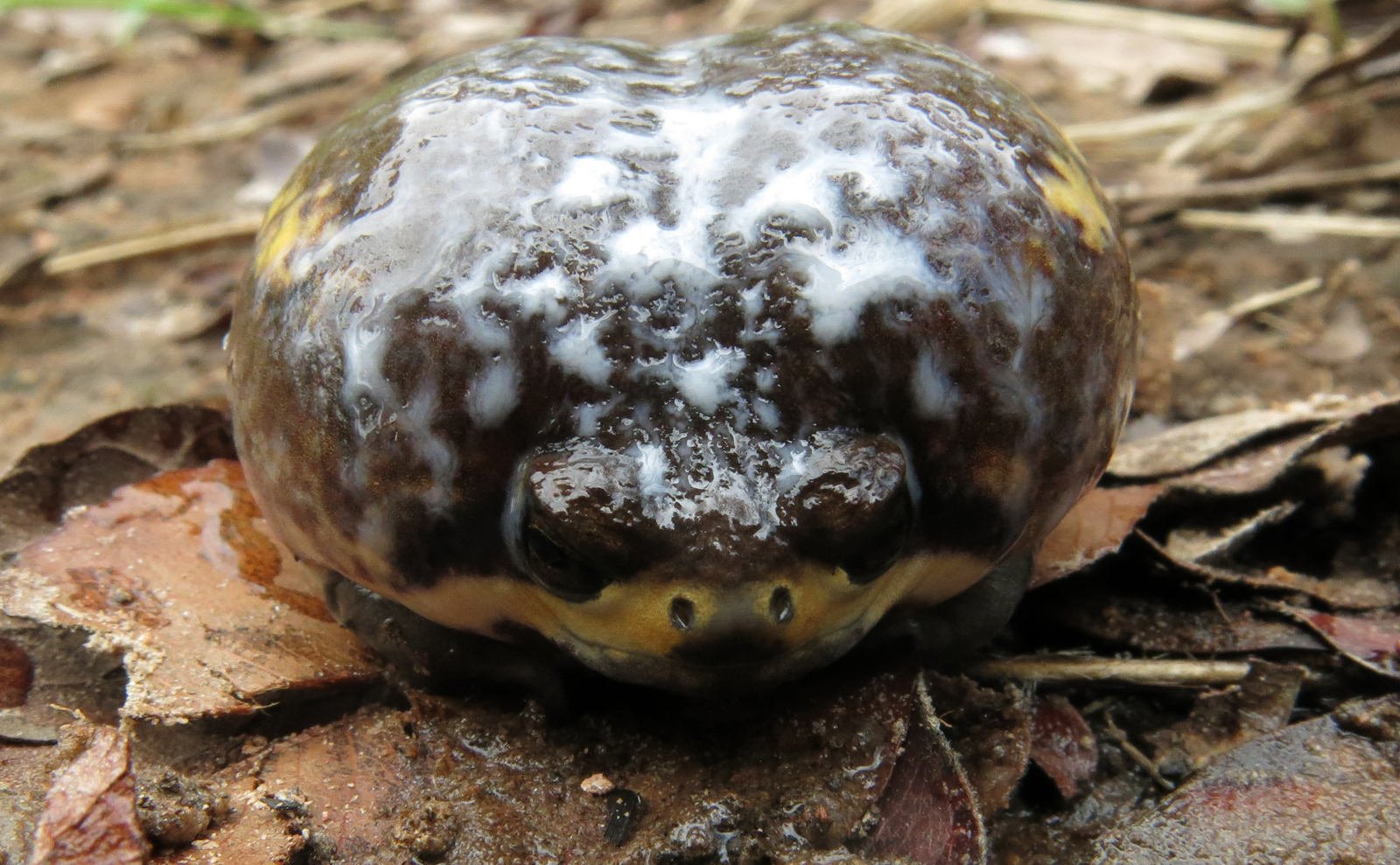
Узкорот Пауэра
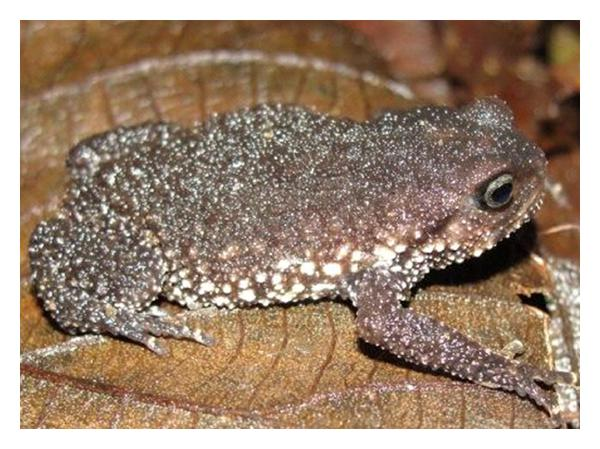
Callulina dawida